# Hinterdrehen

Die äußeren Flächen der Zähne, die sogenannten Freiflächen, beschreiben im Profil einen Teil einer logarithmischen Spirale

Hinterdrehen ist ein Begriff aus der Metallverarbeitung.
Man versteht darunter eine Technik des Drehens, vorwiegend zur Herstellung der Zahnform scheibenförmiger Fräswerkzeuge (Profilfräsen). Das Hinterdrehen der Fräserzähne ermöglicht ein späteres Schärfen, ohne die Schneidenform der Zähne zu verzerren.
Die Zahnflankenkennlinie der einzelnen Zähne eines hinterdrehten Fräsers entsprechen einem Teilstück einer logarithmischen Spirale. Um diese Form herstellen zu können, muss der Bewegungsablauf des Drehmeißels von einer Kurvenscheibe oder von einer CNC-Steuerung gesteuert werden. Das Hinterdrehen ist deshalb nur auf speziell dafür ausgerüsteten Drehmaschinen möglich.
Weiterhin müssen die Fräserzähne vor diesem Arbeitsgang schon an den entsprechenden Stellen genügend breite Schlitze aufweisen, da der Drehmeißel die Lücke (die spätere Spankammer des fertigen Fräsers) zum Zurückfahren benötigt. 
Ebenfalls als Hinterdrehen wird bei der Anfertigung "normaler" Drehteile das Innendrehen bezeichnet. Ist bei Hohlteilen der Innendurchmesser der zu bearbeitenden innen liegenden Form größer ist als der Innendurchmesser an der Stirnseite des Werkstücks, durch den der Drehmeißel in den Hohlraum eingeführt wird, spricht man ebenfalls von "Hinterdrehen".